# Шмокин, Сергей Николаевич
Сергей Николаевич Шмокин (род. 24 февраля 1973 года) — российский футболист, выступал на позициях защитника или полузащитника.

## Биография
Воспитанник ставропольской футбольной школы. Профессиональную карьеру начал в смоленской «Искре», где провёл три года, лишь в 1990 году арендовался «Локомотивом» Минеральные Воды. Затем сыграл четыре сезона в кисловодском «Олимпе», за который провёл 101 матч и забил шесть голов. Далее последовал сезон в смоленском «Кристалле» и два года в георгиевском «Торпедо». После недолгого пребывания в «Лада-Тольятти» провёл два сезона в «Биохимик-Мордовия», затем поочерёдно возвращался в «Локомотив» и «Олимп», который сменил название на СЦОП.
После сезона в «Балаково» отправился во вьетнамский «Намдинь». Порекомендовал футболиста кто-то из россиян, игравших там ранее. Проведя один сезон в клубе, Шмокин был уволен из-за возможного преувеличения лимита легионеров: нигерийский полузащитник «Намдиня» привёз в команду трёх своих соотечественников. В итоге Шмокин подписал контракт с «Селенгой». Тем временем с нигерийцами у «Намдиня» не сложилось, и клуб связался со Шмокиным, пригласив вернуться и привезти ещё одного игрока. Он выбрал своего бывшего одноклубника Николая Ткаченко. В 2004 году Шмокин стал серебряным призёром чемпионата Вьетнама. В 2006 году вернулся на родину, подписав контракт с «Биолог-Новокубанск», после того сезона завершил карьеру.